# 소일렌트 그린
《소일렌트 그린》(Soylent Green)은 미국에서 제작된 리처드 플레이셔 감독의 1973년 SF, 드라마, 스릴러, 공포 영화이다. 찰톤 헤스톤 등이 주연으로 출연하였고 러셀 타처 등이 제작에 참여하였다.

## 출연

### 주연
- 찰톤 헤스톤
- 리 테일러 영

### 조연
- 척 코너스
- 조셉 거튼
- 브록 피터스
- 폴라 켈리
- 에드워드 G. 로빈슨
- 스티븐 영

## 기타
- 미술: 에드워드 C. 카르파그노
- 의상: 팻 바르토
- 배역: 잭 바얼

## 같이 보기
- 클라우드 아틀라스 (영화)
- 저지 드레드